# Корфбол
Корфболът (от нидерландски: korf – „кошница“, bal – „топка“) е смесена отборна игра с топка вкарвана в кош (корф). Играта е подобна на баскетбол и нетбол, отборите са от осем души съставени задължително от четири жени и четири мъже. От 2005 г. България е член на Международната федерация по корфбол (МФК).

## Правила
Целта при корфбола е топката да се вкара в противниковия корф. Игрището е правоъгълно, разделено на две „зони“. Отборите са два, с по осем играча – задължително четири жени и четири мъже. Продължителността на мача е два тайма по 30 мин.
Топката се манипулира с ръце, не се дриблира и при получаването ѝ в движение играчът трябва да спре на едно място по възможно най-бързия начин. Позволено е топката да се отиграе моментално от движение, без да се спира, с максимално допустими две крачки с притежание на топката. Забранен е умишленият контакт с друг играч.
Всеки отбор се разделя на две формации състоящи се от по две жени и двама мъже. Всяка формация се разполага в една от двете зони на игрището и съответно има защитна или атакуваща функция. Формацията няма право да напуска своята зона. След отбелязването на два коша (независимо от кой отбор), формациите разменят местата си и така атакуващите стават защитници и обратно. Атакуващите играчи могат да се пазят само от играчи от същия пол – жените пазят жени, а мъжете пазят мъже. Това правило цели равнопоставяне на половете.

### Игрище и екипировка
Закритото игрище за корфбол е с размери 20×40 м., а откритото – 30×60 м. Разделя се на две еднакви зони. Във всяка зона има прът с височина 3,5 м., разположен на една трета от задния край на зоната. На върха му е разположен кош с диаметър 25 см., закачен от страната на пръта гледаща към центъра. Отстояща на 2,5 м от пръта, по посока на центъра на игрището, е точката за изпълнение на наказателни удари. Наказателното поле заема площ състояща се от всички точки отстоящи на не повече от 2,5 метра от коя да е точка на линията свързваща пръта на коша и точката за изпълнение на наказателен удар.

#### Топка
Топката за корфбол е подобна на футболната топка, но е по-еластична и с по-добър захват. Има номинална обиколка 68,0 – 70,5 см. и тегло 445 – 447 г. За младежки състезания се използват и по-малки топки.

### Отбелязване на кош
Кош може да се отбележи единствено когато атакуващият не е защитен от противников играч от същия пол. Един играч е защитен когато неговият защитник е изпълнил следните условия:
- намира се между атакуващия и корфа
- отстои на една ръка разстояние от атакуващия
- обърнат е с лице към него
- вдигнал е ръка за блокиране на хвърлянето

Изпълняването на хвърляне за вкарване от защитена позиция се наказва със свободен пас присъден за отбора на защитаващия. Защитаването на атакуващ играч от другия пол се наказва с наказателен удар изпълнен от атакуващия отбор.

#### Тактика
Корфболът е изключително позиционна игра. Основната цел на атакуващия отбор е да се освободи от защитата за да излезе в позиция за стреляне. С това са свързани и основните тактически схеми в играта. За да излязат на позиция за стрелба, атакуващите могат да използва различни техники, някои от които са:
- отдалечаване от защитника чрез двойно подаване – преди да му бъде върната топката, атакуващият рязко отскача от защитника си
- бърза атака със стреляне от движение преди защитниците да се групират
- „обърсване“ на защитника като се преминава в близост до друг играч който не може да играе ролята на защитник (от другия пол е); защитникът е принуден да го заобиколи, при което се отдалечава и оставя атакуващия в свободна позиция

### Свободен пас
Свободен пас се отсъжда при нарушения. При изпълнението му останалите играчи отстоят на 2,5 м от изпълняващия. Ако топката е напуснала игрището, свободният пас се изпълнява от мястото на напускането ѝ. Свободен пас се изпълнява също и при възобновяване на играта в началото на всяко полувреме както и след отбелязването на кош. Точка не може да бъде отбелязана директно от свободен пас.

### Наказателен удар
Наказателен удар се отсъжда когато е извършено нарушение попречило на възможност за вкарване. Точката за изпълнение на наказателни удари е на 2,5 метра разстояние от корфа в наказателното поле. До отделяне на топката от ръцете на изпълняващия удара, останалите играчи са извън наказателното поле.

### Времетраене и таймаут
Играят се две полувремена с продължителност 30 минути и почивка между тях до 10 мин. Когато топката не е в игра – след вкарване, нарушение, таймаут или при напускане на игрището – хронометърът се спира и не тече игрално време.
Всеки отбор има право на два таймаута с продължителност 1 мин. След таймаут играта се възобновява от мястото на което е була спряна.

## История
Корфболът е създаден като вариант на нетбола, който от своя страна произхожда от баскетбола.
Играта е измислена след като през 1902 г. нидерландският учител Нико Брьокхузен наблюдава играта рингбол в Швеция. Рингболът тогава е местна разновидност на нетбола която не придобива популярност. Брьокхузен решава да направи подобна игра при която в един мач да играят равноправно и двата пола.
Корфболът бързо придобива популярност в Нидерландия и през 1903 г. е създадена Холандската асоциация по корфбол. Постепенно спортът се разпространява в съседна Белгия и в холандските колонии в Индонезия, Суринам и Нидерландските Антили.
Корфболът се играе като демонстрационна игра на Летните олимпийски игри през 1920 г. (в Антверпен) и през 1928 г. (Амстердам). През 1924 г., Холандия и Белгия създават Международното бюро по корфбол което през 1933 г. е наследено от Международната федерация по корфбол.
Първото Световно първенство по корфбол е проведено през 1978 г., което от 1987 г. насам се състои редовно на всеки четири години.